# Mark Waschke
Mark Waschke (* 10. března 1972 Wattenscheid, Severní Porýní-Vestfálsko, Západní Německo) je německý herec. Je absolventem Vysoké školy dramatických umění v Berlíně. V současnosti účinkuje v mnoha německých divadlech. Dále se dostal do povědomí diváků v Německu zejména v kriminálních seriálech a do povědomí českých diváků pak filmem Habermannův mlýn.

## Filmografie
- &Me – 2013
- Barbara – 2012
- Unsere Mütter, Unsere Väter – 2012
- Freilaufende Männer – 2011
- Playoff – 2011
- Habermannův mlýn – 2010
- Kommissarin Lucas – Spurlos – 2010
- Město pod tebou – 2010
- Místo činu – Familienbande – 2010
- Wiedersehen mit einem Fremden – 2010
- 8 Uhr 28 – 2010
- Entführt – 2009
- Ob ihr wollt oder nicht! – 2009
- Místo činu – Höllenfahrt – 2009
- Buddenbrookovi – 2008
- Die Lüge – 2008
- Der Blinde Fleck – 2007
- KDD – Kriminaldauerdienst – 2007
- Mitte 30 – 2007
- Nachmittag – 2007
- Ein Spätes Mädchen – 2007
- Freunde für immer – Das Leben ist rund – 2006
- Poldové z Rosenheimu – 2002
- 40. okrsek – 2002
- Poslední svědek – 1998
- Kobra 11 – 1996